# August Bogusch
August Raimond Bogusch (Lubliniec, 5 agosto 1890 – Cracovia, 28 gennaio 1948) è stato un militare tedesco, SS-Scharführer e membro dello staff del campo di concentramento di Auschwitz. Fu processato al processo di Auschwitz, condannato a morte e impiccato.

## Biografia
Bogusch nacque a Lubliniec, nell'Alta Slesia. Si iscrisse al partito nazista nell'ottobre 1932 e alle SS nell'aprile 1933, numero 51922. Il 21 agosto 1939 fu arruolato nelle SS-Totenkopfverbände e fu inviato al campo di concentramento di Buchenwald. Fu impiegato ad Auschwitz dal 27 gennaio 1941 al 18 gennaio 1945, dove tra l'altro fu guardia Schutzhaftlagerführer (custodia protettiva) e Blockführer (capo blocco). Dopo l'evacuazione di Auschwitz fu inviato al campo di concentramento di Mysen vicino a Oslo, nel febbraio 1945 fu trasferito di nuovo a Buchenwald. Fu anche schierato nel campo di concentramento di Mauthausen-Gusen.
Nell'estate del 1943, Bogusch partecipò attivamente allo sterminio degli internati, selezionando gli ebrei dai trasporti in arrivo e destinandoli alle camere a gas. Durante l'occupazione della Polonia, la resistenza polacca dichiarò a radio Londra che sarebbe stato punito con la morte.

### Dopoguerra
Bogusch fu catturato dagli Alleati e consegnato alle autorità polacche. Fu processato dal Tribunale Supremo Nazionale di Cracovia e condannato a morte. La sua condanna è stata eseguita per impiccagione nel carcere di Montelupich a Cracovia.